# Cerejeiras
Cerejeiras é um município brasileiro do estado de Rondônia. Localiza-se a uma latitude 13º11'20" sul e a uma longitude 60º48'44" oeste, estando a uma altitude de 277 metros. Sua população estimada em 2016 era de 18093 habitantes. Sendo sua população predominantemente urbana, com 16003 habitantes.
Possui uma área de 2 783,31 km², com topografia predominantemente plana e com imensas áreas ocupadas por culturas diversas, especialmente a soja, e pecuária.

## História
A história da região de Cerejeiras teve início no século XVIII, com o acampamento fundado às margens do rio Guaporé, pelo capitão Antônio Rolim de Moura, em 1750, em viagem de Vila Bela, então capital do Mato Grosso, à Conceição, onde hoje é o Forte Príncipe da Beira (hoje Guajará-Mirim). Este acampamento, posteriormente, foi ocupado por escravos, em sua maioria, fugidos de Vila Bela e passou a ser então um ponto de apoio à navegação do rio Guaporé.
A cidade de Cerejeiras situa-se a cerca de 45 km do rio Guaporé, o qual divide o Brasil com a Bolívia.
O vilarejo ficou estagnado à margem da civilização durante quase dois séculos. Nesse espaço de tempo, o único fato notável ocorrido no lugarejo foi a colocação em Pimenteiras do Oeste de um cruzeiro de bronze ilustrado com chumbo e com a transcrição de um versículo bíblico em alemão, datado de 3 de janeiro de 1907. Embora não existam registros, os moradores mais antigos dizem que essa cruz foi levada pela família de um alemão que, em viagem pelo rio Guaporé, ali faleceu vitimado pela febre amarela.
Pimenteiras do Oeste foi distrito de Cerejeiras até 1995, ocasião em que houve o desmembramento e a transformação em município.
Registros posteriores indicam que o Marechal Cândido Mariano da Silva Rondon mandou fazer explorações e levantamento dos rios localizados desde as proximidades da estação de Vilhena até o rio Guaporé, coletando informações científicas sobre borracha, zoologia, etnografia, mineralogia, geologia e águas termais. Todo material foi levado para o Rio de Janeiro (Jardim botânico e Museu Nacional). Isso consta em relatórios de 1915 do executor da estratégica linha telegráfica Cuiabá - Santo Antônio do Rio Madeira.
Em 1920, o então chefe do 27º distrito telegráfico, o Major Alecarliense Fernandes da Costa, sugeriu uma construção de uma linha telegráfica, partindo da estação de Vilhena em direção ao Vale do Guaporé, interligando todos os lugarejos então conhecidos, dentre eles o lugarejo que deu origem ao município de Cerejeiras. Entretanto o ramal não foi construído devido às dificuldades financeiras e porque também havia políticos interessados em levar ao descrédito o trabalho de Rondon.
Com o advento da Segunda Guerra Mundial veio a necessidade do extrativismo da borracha, abundante na região amazônica, inclusive na localidade que marca os primórdios de Cerejeiras. Foi a época da imigração nordestina para a região norte do país, a despeito de haverem poucos seringueiros ou soldados da borracha nessa região sul de Rondônia.
Durante o processo de colonização de Estado, as terras fora do eixo da BR-364 foram as últimas a serem ocupadas, da mesma maneira que o foi a construção das linhas telegráficas, em razão do surgimento do telefone.
Devido à necessidade de ocupação da área do então Território Federal de Rondônia, aliada à boa qualidade das terras, o INCRA, em 4 de outubro de 1973, criou o Projeto Integrado de Colonização Paulo Assis Ribeiro, implantado em 21 de agosto de 1974 na gleba Guaporé, onde se instalaram as primeiras famílias. Isso ocorreu inicialmente na região de Colorado do Oeste.
Paralelamente, uma precária estrada de penetração foi aberta por volta de 1975 seguindo a mesma direção proposta décadas antes pelo Major Alecarliense Costa, nas margens da qual agricultores postaram-se abrindo clareiras e plantando nas terras férteis. No referenciado Projeto Integrado de Colonização Paulo Assis Ribeiro (Colorado do Oeste), surgiu uma povoação no cruzamento da Linha Três com Terceira Eixo, onde antes existia a sede da Fazenda Escondido. Era o início do núcleo urbano que deu início à atual cidade de Cerejeiras.
Na prática, o início da ocupação do que seria hoje a área urbana de Cerejeiras somente ocorreu por volta de 1976.
O município foi criado no dia 5 de agosto de 1983, pelo Decreto-lei nº 71 assinado pelo Governador Jorge Teixeira de Oliveira, com área desmembrada do município de Colorado do Oeste. Através da Lei nº 570, de 22 de junho de 1994, o município cedeu área territorial para criação do município de Alto Alegre dos Parecis. Através da Lei nº 645, de 27 de dezembro de 1995, o município voltou a ceder área territorial, desta vez para criação do município de Pimenteiras do Oeste.
Hoje há, residindo em Cerejeiras, representantes da terceira geração de habitantes e ocupantes desta fértil, acolhedora e bela região do Estado de Rondônia.
a Cultura é Diversificada, devido ser popularizado por boa parte dos imigrantes do sul do Brasil, a cidade possui a tradição de tomar o Chimarrão, há também um CTG ( CENTRO DE TRADIÇÕES GAUCHAS), também e apreciado o Tereré devido o Clima local ser quente e Úmido, a cultura indígena faz parte da cultura da cidade, devido o município ser localizado dentro da Amazônia.
Devido a imigração dos Mineiros para a região, o pão de queijo, pamonha, doces e outras tradições mineira inclusive o famoso "TREM'',  foi passado o costume para a população Cerejeirense.
O Município se encontra a 800 km de Porto Velho capital do estado, 12 1km do Portal da Amazônia divisa da Amazonia Ocidental e do pantanal, e 30  km em linha reta do Rio Guaporé a fronteira natural do Brasil e da Bolívia, da cidade e possível ver as imensas paredes de pedra da serrania de Huanchaca da Bolivia onde esta o Parque Nacional Noel Kempff Mercado.
Cerejeiras e responsável por parte do Parque Estadual Corumbiara, que constitui em um corredor ecológico, interligando a Bacia Amazônica assim como os demais campos que concentra as nascentes do principais rios do nosso estado.
Em 2017 a RedeTv publicou uma matéria onde a cidade se torna uma das 10 cidades do estado de Rondônia com melhor qualidade de vida, e a única do estado que oferece aos cidadãos 95% dos imoveis ligados a rede publica de esgoto com central de tratamento somando com uma industria de reciclagem de lixo o município, predomina ainda mais em qualidade.

## Bandeira do Município
A bandeira do Município de Cerejeiras tem como cores predominantes o verde, o amarelo e o branco.
Tal como na bandeira nacional, o verde significa a Casa de Bragança, da qual procedia o Imperador Dom Pedro I.
Também com amparo na bandeira nacional, o amarelo significa a Casa de Habsburgo, da qual procedia a Imperatriz Leopoldina, primeira esposa do Imperador Dom Pedro I.
Tal Imperador, quando declarou a independência do Brasil em 1822, determinou e atuou decisivamente na criação do pavilhão nacional do novo país por ele fundado. Inspirado nas cores dos brasões de família dele e da esposa, fez constar o verde (Portugal/Bragança) e o amarelo (Império Austro-húngaro/Habsburgo) como cores predominantes na bandeira nacional.Em Cerejeiras, adotou-se o mesmo padrão representativo, tal como inúmeras outras unidades da federação brasileira.

## Educação
Ensino básico, fundamental e médio
Dentre as escolas estaduais, municipais e particulares, destacam-se:
- Centro de Ensino Educação de Jovens e Adultos (CEEJA) Carlos Drumond de Andrade — pública
- Escola Estadual de Ensino Fundamental Coronel Jorge Teixeira de Oliveira (fechada em 2015) — pública
- Escola Estadual de Ensino Fundamental Floriano Peixoto — pública
- Escola Estadual de Ensino Fundamental Irmã Dulce --- pública
- Escola Estadual de Ensino Fundamental Gov. Jeronimo Garcia de Santana — pública
- Escola Estadual de Ensino Fundamental e Médio Castro Alves — pública
- Escola Estadual de Ensino Fundamental e Médio Tancredo de Almeida Neves — pública
- Creche Municipal Marilene Pereira de Souza — pública
- Creche Municipal Santa Rita de Cássia — pública (fechada)
- Creche Municipal Zilda Santos Souza — pública
- Escola Municipal de Ensino Infantil e Fundamental Mundo da Criança — pública
- Escola Municipal de Ensino Infantil e Fundamental Professor Maria Helena Barreiros — pública
- Emei Moranguinho Feliz — pública
- Sociedade Educacional Dimensão — particular
- Sociedade Educacional Cerejeiras Unopar — particular
- E.M.E.I.E.F Uni Campo - municipal (fechada em 2017) —  pública
- E.M.E.I.E.F. Américo Vespúcio- municipal  (fechada em 2017) — pública